# Pedro Serra Bauzá
Pedro Antonio Serra Bauzá (Sóller, 18 de agosto de 1928-Palma de Mallorca, 2 de noviembre de 2018) fue un empresario y editor español, presidente del Grupo Serra.

## Biografía
En 1953 fundó la editorial Atlante, publicando numerosas novelas, como Bearn, de Llorenç Villalonga o La familia de Pascual Duarte de Camilo José Cela, traducida al catalán (1957) por Miquel Manuel Serra Pastor. Asimismo, editó El vol de l'alosa, obra ilustrada con veintiún dibujos originales de Joan Miró y diecinueve poemas de autores mallorquines.
Como promotor cultural y director editorial, promovió la publicación de obras tan importantes como la Gran Enciclopèdia de Mallorca, la Enciclopedia práctica de medicina y salud de Baleares, Els Reis de Mallorca y la Gran enciclopèdia de la pintura i l’escultura a les Balears. Además, en 2000 inició la traducción al catalán de Die Balearen (Les Balears descrites per la paraula i la imatge), del Archiduque Luis Salvador de Austria.
Dirigió el diario mallorquín Última Hora entre 1974 y 1983. Fruto de su amistad con Joan Miró, en 1984 escribió Miró i Mallorca —traducida al español, inglés, francés, alemán y japonés—, de la cual se hizo una segunda edición actualizada. Por otra parte, es autor de Brujas la bella, Brujas la muerta (1956), Vinos y dioses (1985), con litografías de Enrique Broglia, De Guillem de Torrella a Juli Ramis (1986), con litografías de Juli Ramis, 101 escultures a la vall de Sóller (1995), 101 pintors (Memòries d’una col·lecció) (2000), L’ombra del garrover. Escrits sobre art (1957-2003) (2003), Memòries d’un museu. Diàlegs en es Baluard (2007), Viatge a la Xina (2008) y Juli Ramis a Can Prunera (2010); y coautor de Can Prunera Museu Modernista. Catàleg dels grans mestres dels segles XIX i XX (2010).
Persona muy vinculada al mundo artístico, en 1978 organizó los actos en homenaje al 85 aniversario de Joan Miró, entre los cuales destacaron una exposición antológica en la Lonja de Palma de Mallorca y una muestra-homenaje de 365 artistas en el Casal Solleric (Palma de Mallorca). Fue uno de los impulsores y promotores del Museo de Arte Contemporáneo de Valdemosa (1992) y en 1996, proyectó la creación de la Fundación de Arte Serra, que presidió. En febrero de 1997 se puso al frente del Consorcio del Museo de Arte Moderno y Contemporáneo El Baluarte, cuyo museo se inauguró en 2004. En Sóller, su pueblo, y como presidente de la Fundació Tren de l’Art, colaboró con el Ferrocarril de Sóller S. A. en la transformación del edificio modernista Can Prunera en un centro artístico dedicado al modernismo y a exposiciones temporales.
Estaba casado con Margalida Magraner y tenía tres hijos: Carmen, Miquel y Paula.

## Premios y distinciones
Fue condecorado con numerosas distinciones, entre las que destacan:
- Gran Cruz del Orden Civil de Alfonso X el Sabio
- Medalla de Oro del Ayuntamiento de Palma de Mallorca
- Medalla de Honor y Gratitud del Consejo Insular de Mallorca
- Cruz de San Jorge, otorgada por la Generalidad de Cataluña (1996)
- Medalla de Oro al Mérito al Trabajo
- Medalla de Oro al Mérito Turístico
- Medalla de Oro al Mérito a las Bellas Artes
- Medalla de Oro de la Comunidad Autónoma de las Islas Baleares (2010)[3][4]
- Doctor honoris causa del Dowling College, de Oakdale (Nueva York)
- Hijo ilustre de Sóller
- Hijo adoptivo de Fornaluch.

### Asociaciones a las que perteneció
- Académico numerario de la Real Academia de Bellas Artes de San Sebastián
- Académico correspondiente de la Real Academia de Bellas Artes de San Fernando de Madrid.